# Coelinidea podagrica
Coelinidea podagrica är en stekelart som först beskrevs av Alexander Henry Haliday 1839.  Coelinidea podagrica ingår i släktet Coelinidea och familjen bracksteklar. Inga underarter finns listade i Catalogue of Life.